# 森島庫太
森島 庫太（もりしま くらた、1868年4月29日（明治元年4月7日） - 1943年（昭和18年）3月18日）は、日本の医学者、京都帝国大学医学部教授。

## 経歴
医師・森島玄仙の長男として1868年に美濃国（現・岐阜県）で生まれる。1893年東京帝国大学医科大学を卒業。薬物学教室の高橋順太郎教授のもとで助手として採用される。1896年よりドイツ、ベルギーに留学しストラスブール大学（当時ドイツ領）でシュミーデベルク教授に師事した他、ライプチヒ大学、ゲント大学で研究に携わる。
1899年、京都帝国大学医科大学助教授に任じられ、1900年 帰国と同時に薬物学第一講座教授となる。1925年7月21日-1928年4月21日の間医学部長をつとめた後、1928年退官し、名誉教授となった。1932年帝国学士院会員。1943年逝去。 享年74。墓所は京都・大徳寺高桐院（非公開）。 

## 家族・親族
- 父：医師・森島玄仙
- 妻・てる は、藤浪 鑑（京都帝国大学医科大学教授）の妹。
- 長男：森島辰夫（京都帝国大学医学部）は早逝。
- 次男：森島正夫（京都大学理学部）は地質学者。
- 長女・せつは荒木寅三郎の長男であり、京都府立医科大学予科教授である荒木新太郎の妻となった。
- 次女・みちはドイツ文学者、作家、第一高等学校/東京大学教養学部教授であった竹山道雄の兄・初雄の妻となった。

## 主な論文
- Kurata Morishima, Über Harnsekretion und Glykosurie nach Vergiftung mit Protocurarin und Curarin. Archiv f. experim, Pathol. u. Pharmacol., 52, 28 (1899).（プロトクラーレとクラーレ中毒後の尿産生と糖尿について）
- Kurata Morishima, Über das Vorkommen der Milchsäure im thierischen Organismus mit Berücksichtigung der Arsenvergiftung. Archiv f. experim. Pathol. und Pharmakol., 43, 3-4 (217) (1899).（ヒ素中毒を考慮した動物器官での乳酸産生について）

そのほか、漢方薬石蒜塩基リコリンなど多数の生薬の有効成分を同定し、その薬理学的作用機序を明らかにした。

## 著書
- 『薬物学』（南江堂書店、1912年）
- 『処方学』（南江堂書店、1917年）